# Alexander Gassner
Alexander Gassner (Prundu Bârgăului, 9 augustus 1989) is een Duits skeletonracer.

## Carrière
Gassner maakte zijn wereldbeker-debuut in het seizoen 2011/12 waar hij als junior zesde eindigde. Hij nam niet altijd deel aan de wereldbeker maar is sinds het seizoen 2016/17 altijd aanwezig geweest. Op 15 januari 2021 behaalde zijn eerste wereldbekerzege in Sankt Moritz.
Op de wereldkampioenschappen werd hij individueel wereldkampioen in 2021 en op het onderdeel gemengd team (in 2020 geïntroduceerd) werd hij met Jacqueline Lölling in 2020 en met Tina Hermann in 2021 wereldkampioenen. In 2020 werd hij individueel derde en in 2017 met het landenteam (bobslee/skeleton).
Hij nam in 2018 deel aan de Olympische Winterspelen waar hij een negende plaats behaalde. In 2022 werd hij in Peking achtste op de Olympische Winterspelen.

## Resultaten

### Olympische Spelen
| Jaar | Plaats      | Resultaat |
| ---- | ----------- | --------- |
| 2018 | Pyeongchang | 9e        |
| 2022 | Peking      | 8e        |

### Wereldkampioenschappen
| Jaar | Plaats       | Resultaat                        |
| ---- | ------------ | -------------------------------- |
| 2012 | Lake Placid  | 7e Individueel                   |
| 2013 | Sankt Moritz | 18e Individueel                  |
| 2017 | Königssee    | 5e Individueel · Landenwedstrijd |
| 2019 | Whistler     | 7e Individueel                   |
| 2020 | Altenberg    | Individueel · Gemengd team       |
| 2021 | Altenberg    | Individueel · Gemengd team       |

### Wereldbeker
Eindklasseringen
| Seizoen   | Rang   |
| --------- | ------ |
| 2011/2012 | 6e     |
| 2012/2013 | /      |
| 2013/2014 | 18e    |
| 2014/2015 | /      |
| 2015/2016 | /      |
| 2016/2017 | 6e     |
| 2017/2018 | 7e     |
| 2018/2019 | 24e    |
| 2019/2020 | 5e     |
| 2020/2021 | Zilver |
| 2021/2022 | 6e     |

Wereldbekerzeges
| Datum           | Plaats       |
| --------------- | ------------ |
| 15 januari 2021 | Sankt Moritz |
| 22 januari 2021 | Königssee    |